# Yoğurtçular, Torbalı
Yoğurtçular là một xã thuộc huyện Torbalı, tỉnh İzmir, Thổ Nhĩ Kỳ. Dân số thời điểm năm 2010 là 391 người.